# Doennange
Doennange (luxembourgeois : Diänjen) est une section de la commune luxembourgeoise de Wincrange située dans le canton de Clervaux.

## Histoire
Avant le 1er janvier 1978, Doennange faisait partie de l’ancienne commune de Boevange.